# Pon ye gyi
Pon ye gyi (tiếng Miến Điện: ပုန်းရည်ကြီး, phát âm tiếng Miến Điện: [póʊɴjèd͡ʑí]; còn được đánh vần thành pone yay gyi và pone ye gyi) là một loại bột đậu lên men thường được dùng làm gia vị hoặc nước xốt trong ẩm thực Myanmar, đặc biệt là trong các món thịt lợn và cá. Pon ye gyi theo truyền thống được làm từ đậu gram ngựa cùng với các loại đậu khác. Để sơ chế thành pon ye gyi, trước tiên đem luộc, giã hạt đậu với muối rồi lên men trong khoảng 12 giờ hình thành sản phẩm tương tự như nước tương đậu nành, tạo ra một hỗn hợp sền sệt có màu nâu đỏ. Loại bột đậu này được tiêu thụ như một món ăn phụ trên khắp đất nước Myanmar (2019). Các thị trấn Bagan, Nyaung U và Sale, cùng Myingyan ở vùng khô hạn miền trung Myanmar là những nhà sản xuất chính làm nên sản phẩm này.